# Brasserie De Brabandere
La Brasserie De Brabandere (en néerlandais : Brouwerij De Brabandere) est une brasserie familiale belge située à Bavikhove (commune d'Harelbeke) en province de Flandre-Occidentale. Elle produit principalement les bières Bavik, Petrus et Wittekerke.
Entre 1990 et 2014, l'entreprise a porté le nom de Brasserie Bavik.

## Histoire

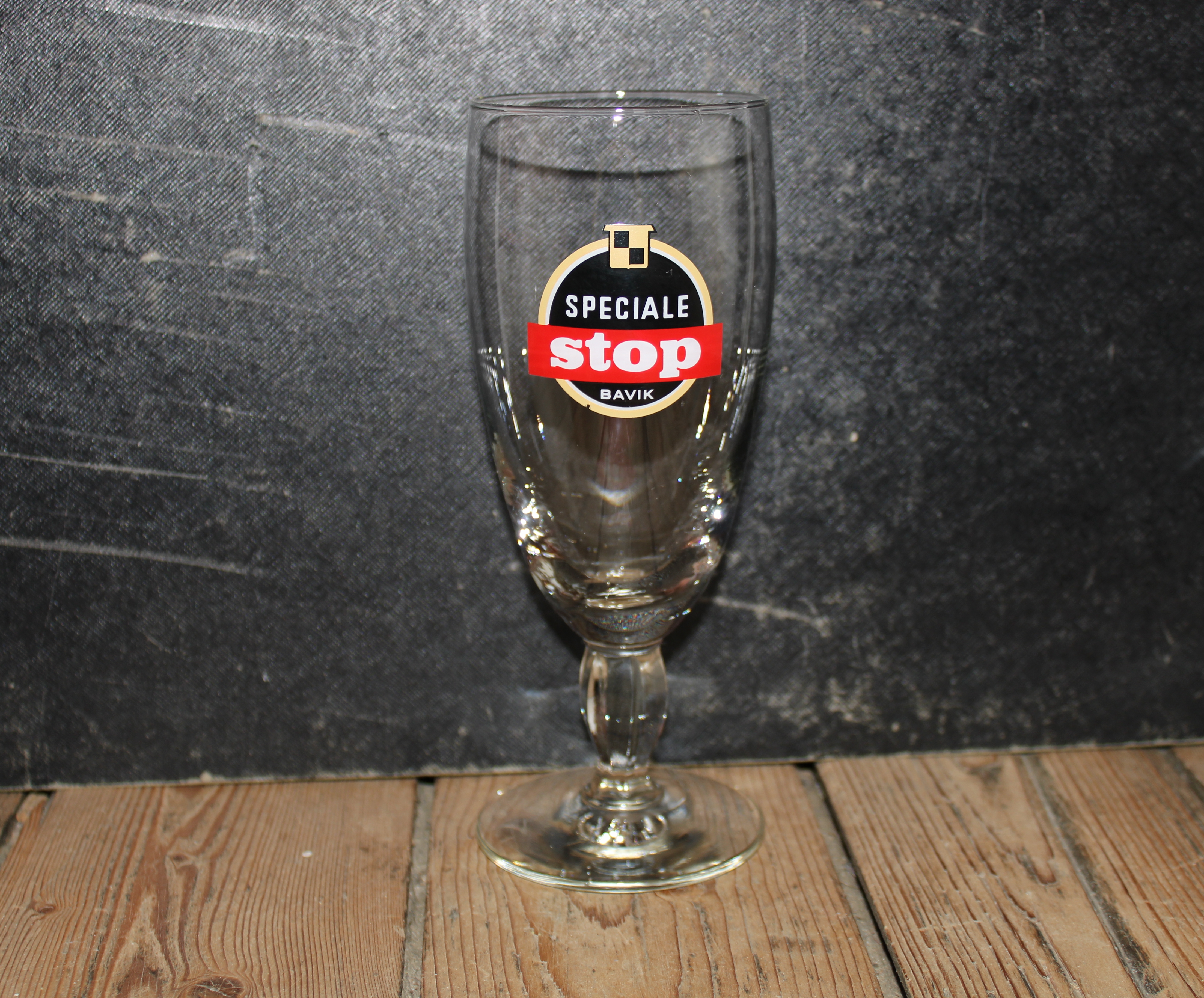
Vieux verre à bière Bavik "stop".

La brasserie De Brabandere est fondée en 1894 et inaugurée en 1895 par Adolphe De Brabandere, agriculteur à la ferme "Hof ter Koutere" à Bavikhove. En 1909, le fils d'Adolphe, Joseph De Brabandere devient propriétaire. Il agrandit la brasserie et la rebaptise brasserie Sint-Antonius. Si l'activité brassicole diminue pendant la Première Guerre mondiale, la brasserie reprend son essor après le conflit. Après le décès de Joseph De Brabandere en 1929, sa veuve dirige l'entreprise en y apportant plusieurs améliorations. En 1950, la génération suivante prend la relève avec Paul, Albert et Suzanne De Brabandere qui décident que la brasserie reprend son nom initial : la brasserie De Brabandere. En 1959, Paul et Albert deviennent les administrateurs de l'entreprise. Alors qu'Ignace et Vincent Brabandere ont pris la tête de l'entreprise familiale, la brasserie change encore de nom pour s'appeler dès 1990 la brasserie Bavik du nom de la Bavik, la bière de type pils qui est le produit le plus vendu de la brasserie. En 2003, la cinquième génération est aux commandes de l'entreprise avec Albert De Brabandere. Depuis 2007, d'importants investissements sont réalisés afin d'augmenter la capacité maximale de la brasserie à 500 000 hectolitres par an. Au début de 2014, le nom d'origine de la brasserie De Brabandere est officiellement rétabli
La brasserie fait partie de l'association brassicole Belgian Family Brewers.
.

## Bières
- Bavik Premium Pils, une bière blonde de type pils titrant 5,2 % en volume d'alcool.
- Bavik Premium Export, une bière blonde de type pils titrant 4,5 % en volume d'alcool.
- Petrus Blond, une bière blonde de fermentation haute titrant 6,6 % en volume d'alcool.
- Petrus Dubbel Bruin, une bière brune de fermentation haute titrant 6,5 % en volume d'alcool.
- Petrus Gouden Tripel, une bière blonde de fermentation haute titrant 7,5 % en volume d'alcool.
- Petrus Speciale, une bière ambrée de fermentation haute titrant 5,5 % en volume d'alcool.
- Petrus Aged Pale, une bière blonde de fermentation haute titrant 7,3 % en volume d'alcool.
- Petrus Aged Red, une bière ambrée de fermentation haute mûrie en fûts de chêne avec un goût de griottes aigres titrant 8,5 % en volume d'alcool.
- Petrus Oud Bruin, une bière de type vieille brune flamande titrant 5,5 % en volume d'alcool.
- Wittekerke, une bière blanche titrant 5 % en volume d'alcool.
- Wittekerke Rosé, une bière blanche au jus de framboise titrant 4,3 % en volume d'alcool.
- Kwaremont, une bière blonde de fermentation haute titrant 6,6 % en volume d'alcool se référant à la côte du Vieux Kwaremont.
- Demi de Mêlée, une bière blonde de fermentation haute titrant 5,9 % en volume d'alcool créée en 2016 pour les amateurs de rugby[3].